# (1562) Гондолач
(1562) Гондолач (нем. Gondolatsch) — типичный астероид главного пояса, который был открыт 9 марта 1943 года немецким астрономом Карлом Рейнмутом в обсерватории Хайдельберг в Германии и назван в честь немецкого астронома Фридриха Гондолача. 

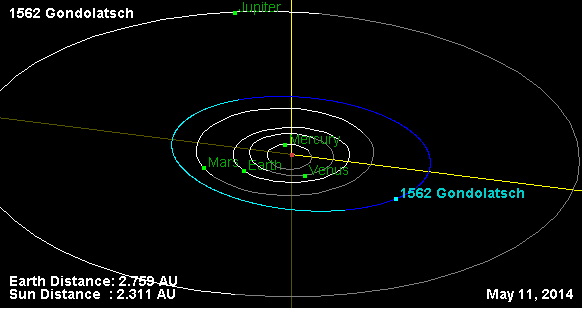
Орбита астероида Гондолач и его положение в Солнечной системе